# Apanteles sphenarchi
Apanteles sphenarchi är en stekelart som beskrevs av Jean Risbec 1951. Apanteles sphenarchi ingår i släktet Apanteles och familjen bracksteklar. Inga underarter finns listade i Catalogue of Life.